# Cavalaire-sur-Mer
Cavalaire-sur-Mer é uma comuna francesa na região administrativa da Provença-Alpes-Costa Azul, no departamento de Var. Estende-se por uma área de 16,74 km². Em 2010 a comuna tinha 7 583 habitantes (densidade: 453 hab./km²).